# Cruzadas
Las Cruzadas fueron una serie de guerras religiosas impulsadas por la Iglesia cristiana occidental durante la Plena Edad Media. Dichas campañas militares tenían como objetivo declarado recuperar para la Cristiandad la región de Oriente Próximo conocida como Tierra Santa, la cual se encontraba bajo el dominio del islam desde el siglo VII.  Los participantes de las cruzadas, conocidos como cruzados, tomaban votos religiosos de manera temporal y se les concedía indulgencia por sus pecados.
Las cruzadas del Mediterráneo Oriental, las primeras a las que se les aplicó este nombre, fueron llevadas a cabo por señores feudales y soberanos de Europa Occidental, sobre todo los de la Francia de los Capetos y el Sacro Imperio Romano, pero también de Inglaterra y Sicilia, a pedido del papado y, en principio, del Imperio Romano Oriental (bizantino). Tuvieron lugar durante un período de casi dos siglos, entre 1096 y 1291, llevaron al establecimiento efímero de un Reino cristiano en Jerusalén y la conquista temporal de Constantinopla. 
Otras guerras con sanción religiosa en España y Europa Oriental, algunas de las cuales culminaron durante el siglo XV, recibieron la calificación de cruzadas por parte de la Iglesia. Entre estas se encuentra la lucha de cristianos contra los gobernantes musulmanes de territorios españoles, la persecución contra cataristas en el sur de Francia y, en algún caso, contra el Imperio bizantino o los otomanos.

## Sobre el vocablo
El origen de la palabra y del porqué se denominó así se atribuye a la cruz de tela usada como insignia en la ropa exterior de los que tomaron parte de esta empresa de reconquista de Tierra Santa.
Escritores medievales utilizan los términos crux (pro cruce transmarina, Estatuto de 1284, citado por Du Cange, s.v. crux), croisement (Joinville), croiserie (Monstrelet), etc. Desde la Edad Media, el significado de la palabra cruzada se extendió para incluir a todas las guerras emprendidas en cumplimiento de un voto y dirigidas contra infieles, p. ej. contra musulmanes, paganos, herejes, o aquellos bajo edicto de excomunión.
Las guerras que desde el s. VIII d. C. mantuvieron los reinos cristianos del norte de la península ibérica contra el musulmán Califato de Córdoba, y que la historiografía conoce como Reconquista, continuaron de forma igualmente discontinua desde el siglo XI contra los reinos de taifas, los almorávides y los almohades. En algunas ocasiones, el papa les otorgó la calificación de «cruzada», como sucedió con la batalla de Las Navas de Tolosa (1212) o con el episodio final de la Reconquista, la guerra de Granada (1482-1492). En el norte de Europa se organizaron cruzadas contra los prusianos y lituanos. El exterminio de la herejía albigense se debió a una cruzada y, en el siglo XIII, los papas predicaron cruzadas contra Juan Sin Tierra y Federico II Hohenstaufen.
Pero la literatura moderna ha abusado de la palabra aplicándola a todas las guerras de carácter religioso, como, por ejemplo, la expedición de Heraclio contra los persas en el s. VII d. C. y la conquista de Sajonia por Carlomagno. Nuevamente resonó dicho término durante la primera mitad del siglo XX, utilizado por las potencias del Eje o de su círculo de influencia: la guerra civil española o la invasión alemana de la URSS, recibieron tal calificativo por parte de la propaganda oficial. 
Sin embargo, utilizada con un criterio estricto, la idea de la cruzada corresponde a una concepción política que se dio solo en la cristiandad desde el siglo XI al XV. Suponía una unión de todos los pueblos y soberanos bajo la dirección de los papas. Todas las cruzadas se anunciaron mediante la predicación. Después de pronunciar un voto solemne, cada guerrero recibía una cruz de las manos del papa o de su legado, y era desde ese momento considerado como un soldado de la Iglesia. A los cruzados también se les concedían indulgencias y privilegios temporales, tales como la exención de la jurisdicción civil o la inviolabilidad de las personas y propiedades. De todas esas guerras emprendidas en nombre de la cristiandad, las más importantes fueron las cruzadas orientales, que son las tratadas en este artículo.

## Sobre los motivos

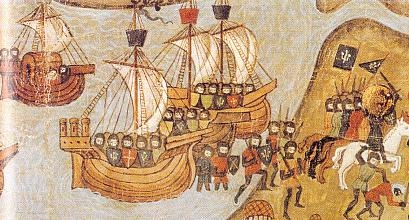
Caballeros franceses de la quinta cruzada llegan al fuerte de Damieta (actual Egipto) en 1249.

Las cruzadas fueron emprendidas para liberar los «Lugares Santos», es decir, las regiones donde vivió Jesucristo, de la dominación musulmana. Sus orígenes se remontan a 1095, cuando el emperador bizantino Alejo I solicitó protección para los cristianos de oriente al papa Urbano II, quien en el concilio de Clermont inició la predicación de la cruzada. Al terminar su alocución con la frase del Evangelio «renuncia a ti mismo, toma tu cruz, y sígueme» (Mateo 16:24), la multitud, entusiasmada, manifestó ruidosamente su aprobación con el grito Deus lo vult, o Dios lo quiere.
Posiblemente, las motivaciones de quienes participaban en ellas fueron muy diversas, aunque en muchos casos se puede suponer un verdadero fervor religioso. Se arguye, por ejemplo, que fueron motivadas por los intereses expansionistas de la nobleza feudal, el control del comercio con Asia y el afán hegemónico del papado sobre las monarquías y las iglesias de Oriente, aunque se declararan con principio y objeto de recuperar Tierra Santa para los peregrinos, de los cuales los turcos selyúcidas y zanguíes, una vez conquistada Jerusalén en 1076, abusaban sin piedad, a diferencia de la época de los Califas fatimíes (909-1171) cuya regla fue la libertad de pensamiento y la razón extendida a las personas, que podían creer en lo que quisieran, siempre que no infrinjan los derechos de otros. [cita requerida]

## Antecedentes

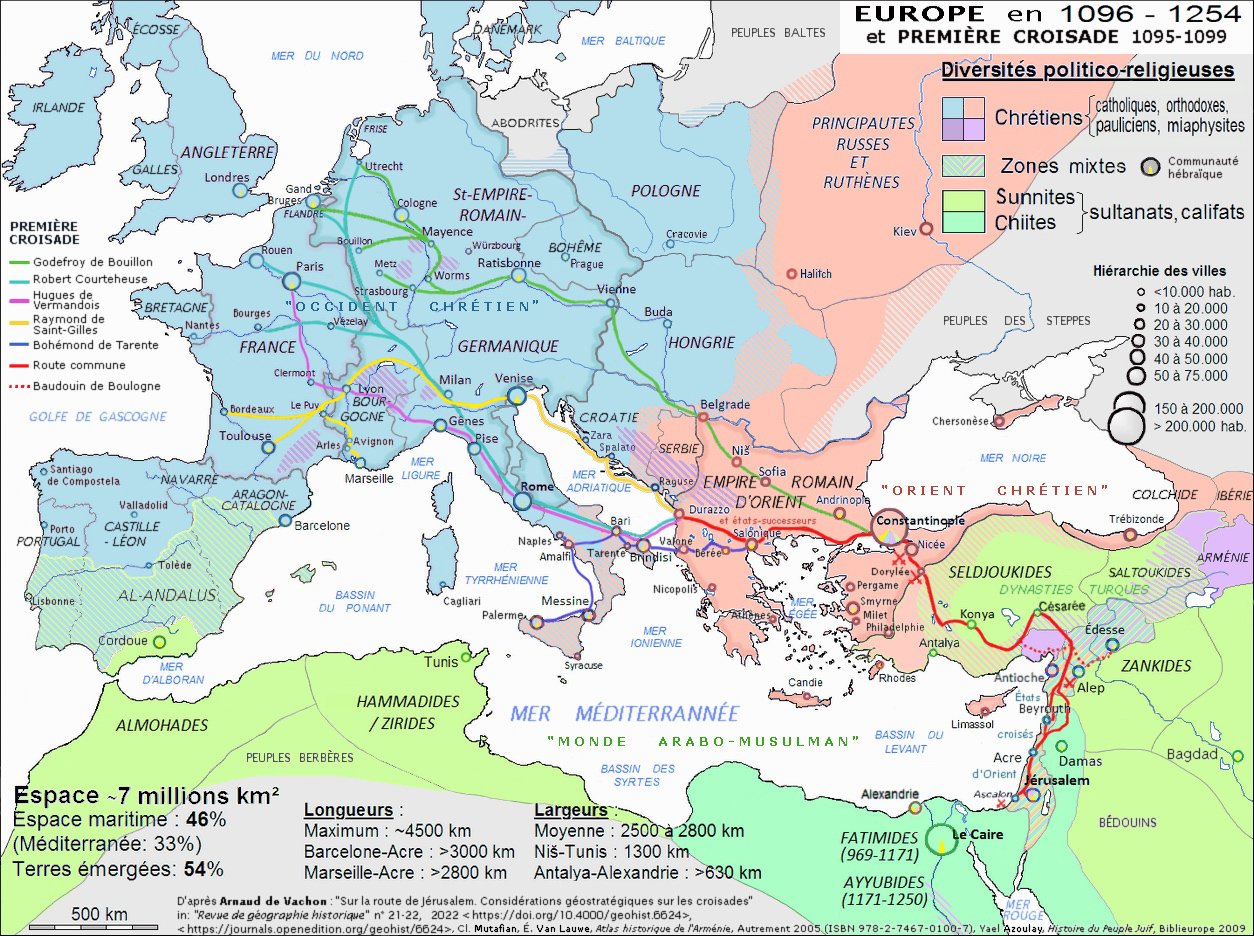
Europa y el Mediterráneo en la época de la primera cruzada.

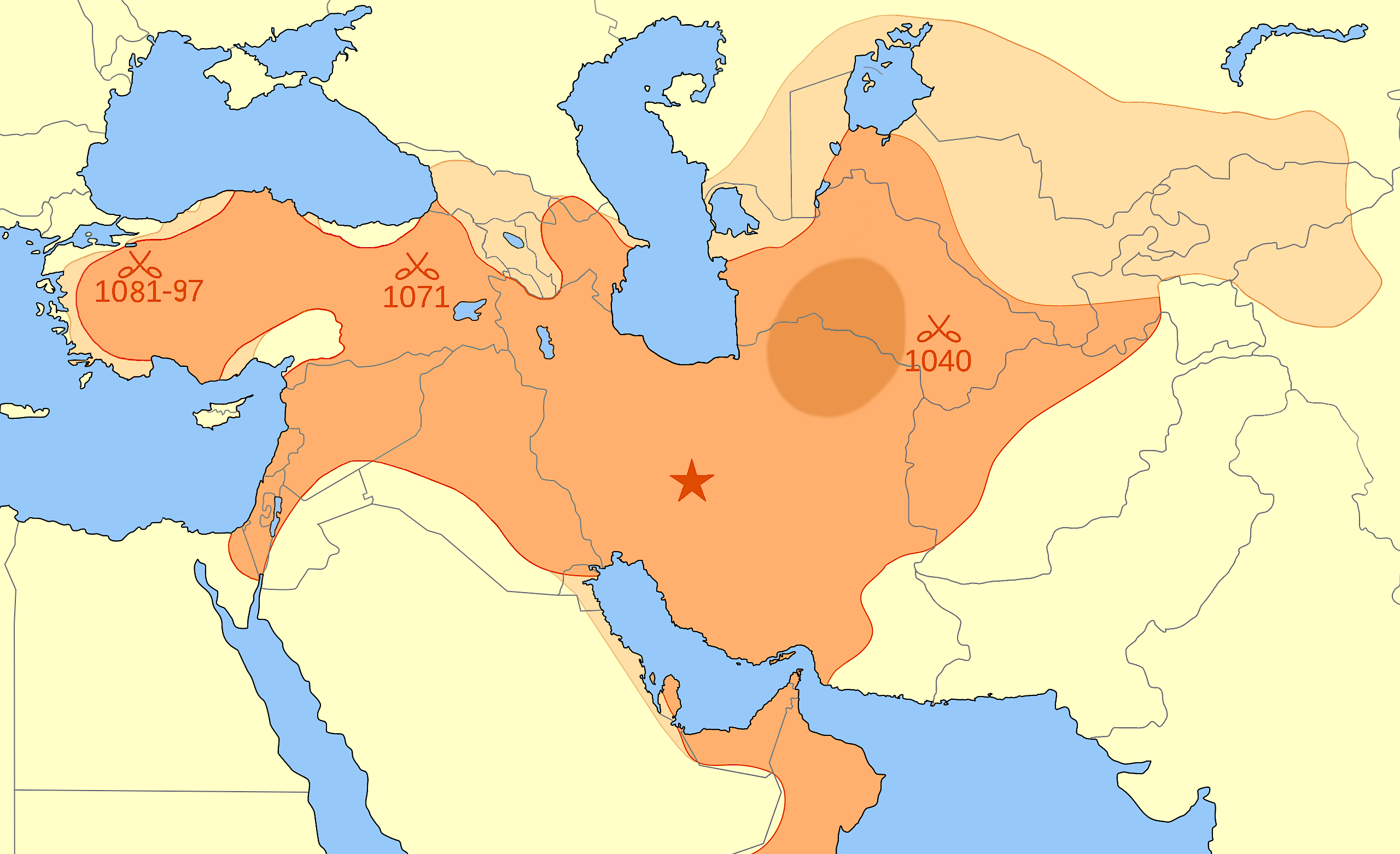
La dinastía selyúcida en su período de mayor extensión.

Se comprenden las razones que tuvieron los dirigentes de Europa y del Oriente Próximo para emprender las cruzadas si se analiza lo ocurrido precedentemente.
En torno al año 1000, Constantinopla se erigía como la ciudad más próspera y poderosa del «mundo conocido» en Occidente. Situada en una posición fácilmente defendible, en medio de las principales rutas comerciales, y con un gobierno centralizado y absoluto en la persona del Emperador, además de un ejército capaz y profesional, hacían de la ciudad y los territorios gobernados por esta (el Imperio bizantino) una nación sin par en todo el orbe. Gracias a las acciones emprendidas por el emperador Basilio II Bulgaroktonos, los enemigos más cercanos a sus fronteras habían sido humillados y anulados en su totalidad.
Sin embargo, tras la muerte de Basilio, monarcas menos competentes ocuparon el trono bizantino, al tiempo que en el horizonte surgía una nueva amenaza proveniente de Asia Central. Eran los turcos, tribus nómadas que, en el transcurso de esos años, se habían convertido al islam. Una de esas tribus, los turcos selyúcidas (llamadas así por su mítico líder Selyuq), se lanzó contra el Imperio de Constantinopla. En la batalla de Manzikert, en el año 1071, el grueso del ejército imperial fue arrasado por las tropas turcas, y uno de los coemperadores fue capturado. A raíz de esta debacle, los bizantinos debieron ceder la mayor parte de Asia Menor (hoy el núcleo de la nación turca) a los selyúcidas. Ahora había fuerzas musulmanas apostadas a escasos kilómetros de la misma Constantinopla.
Por otra parte, los turcos también habían avanzado en dirección sur, hacia Siria y Palestina. Una tras otra las ciudades del Mediterráneo Oriental cayeron en sus manos, y en 1070, un año antes de Manzikert, entraron en Jerusalén.
Estos dos hechos conmocionaron tanto a Europa Occidental como a la Oriental. Ambos empezaron a temer que los turcos fueran a dominar lentamente al mundo cristiano, haciendo desaparecer su religión. Además, empezaron a llegar numerosos rumores acerca de torturas y otros horrores cometidos contra peregrinos en Jerusalén por las autoridades turcas.
La primera cruzada no supuso el primer caso de Guerra Santa entre cristianos y musulmanes inspirada por el papado. Ya el papa Alejandro II había predicado la guerra contra el infiel musulmán en dos ocasiones. La primera fue en 1061, durante la conquista de Sicilia por los normandos, y la segunda en el marco de las guerras de la Reconquista ibérica, en la cruzada de Barbastro de 1064. En ambos casos el papa ofreció indulgencia a los cristianos que participaran.
En 1074, el papa Gregorio VII llamó a los milites Christi («soldados de Cristo») para que fuesen en ayuda del Imperio bizantino tras su dura derrota en la batalla de Manzikert. Su llamada, si bien fue ampliamente ignorada e incluso recibió bastante oposición, junto con el gran número de peregrinos que viajaban a Tierra Santa durante el siglo XI y a los que la conquista de Anatolia había cerrado las rutas terrestres hacia Jerusalén, sirvieron para enfocar gran parte de la atención de occidente en los acontecimientos de oriente.
En 1081, subió al trono Bizantino un general capaz, Alejo Comneno, que decidió hacer frente de manera enérgica al expansionismo turco. Pero pronto se dio cuenta de que no podría hacer el trabajo solo, por lo que inició acercamientos con Occidente, a pesar de que las ramas occidental y oriental de la cristiandad habían roto relaciones en el Gran Cisma de 1054. Alejo estaba interesado en poder contar con un ejército mercenario occidental que, unido a las fuerzas imperiales, atacaran a los turcos en su base y los mandaran de vuelta a Asia Central. Deseaba en particular usar soldados normandos, los cuales habían conquistado el reino de Inglaterra en 1066 y por la misma época habían expulsado a los mismos bizantinos del sur de Italia. Debido a estos encuentros, Alejo conocía el poder de los normandos. Y ahora los quería como aliados.
Alejo envió emisarios a hablar directamente con el papa Urbano II, para pedirle su intercesión en el reclutamiento de los mercenarios. El papado ya se había mostrado capaz de intervenir en asuntos militares cuando promulgó la llamada «Tregua de Dios», mediante la cual se prohibía el combate desde el viernes al atardecer hasta el lunes al amanecer, lo cual disminuyó notablemente las contiendas entre los pendencieros nobles. Ahora era otra oportunidad de demostrar el poder del papa sobre la voluntad de Europa.

Rutas de las cruzadas.

En 1095, Urbano II convocó un concilio en la ciudad de Plasencia. Allí expuso la propuesta del Emperador, pero el conflicto de los obispos asistentes al concilio, incluido el papa, con el Sacro Emperador Romano Germánico, Enrique IV (quien estaba apoyando a un antipapa), primaron sobre el estudio de la petición de Constantinopla. Alejo tendría que esperar.
- La sociedad europea, en su devenir, había ido acumulando un considerable potencial bélico. Por otra parte, el islam se había erigido en un peligroso y fuerte enemigo. Ambas cosas se aunaron y dieron origen a las cruzadas, proyectadas por la cristiandad occidental para salvar a la cristiandad oriental de los musulmanes. El resultado, sin embargo, quedó lejos de los propósitos y, en puridad, el movimiento cruzado, considerado históricamente, fue un fracaso discutible (aunque más de cien años de comercio demuestren lo contrario).
- Steven Runciman lo resume así:[cita requerida] Cuando Urbano II predicó su magno sermón en Clermont, los turcos estaban a punto de amenazar el Bósforo. Cuando el papa Pío II predicó la última cruzada, los turcos estaban cruzando el Danubio. Rodas, uno de los últimos frutos del movimiento, cayó en poder de los turcos en 1523, y Chipre, arruinada por las guerras con Egipto y Génova, y anexionada finalmente a Venecia, pasó a ellos en 1570. Todo lo que quedó para los conquistadores de Occidente fue un puñado de islas griegas que Venecia mantuvo precariamente en su poder.
- El avance turco fue contenido por el esfuerzo conjunto de la cristiandad, y por la acción de los Estados a quienes atañía más de cerca, Venecia y el Imperio de los Habsburgo, con Francia, la antigua protagonista de la guerra santa, ayudando al infiel de modo continuado.
- Hubo nueve cruzadas desde el siglo XI hasta el XIII.

## Consecuencias

### Religiosas
Fueron una prueba del poder de la Iglesia Latina y le permitieron tomar contacto con las comunidades cristianas de Oriente. Sin embargo, provocaron un conflicto con la Iglesia ortodoxa que agravó la situación abierta por el cisma de 1054. La conquista latina de Constantinopla provocó el resentimiento de los ortodoxos, hasta el punto de que dos siglos y medio más tarde, ante el sitio turco de la ciudad, pudieran decir: «es preferible el turbante del Sultán antes que la tiara del Papa». En los reinos de Occidente, la cruzada adquirió un prestigio religioso que perduró por largo tiempo, y su proclamación sirvió de base para las primeras guerras religiosas de la Cristiandad, la cruzada contra los albigenses, la Reconquista y la cruzada de Livonia. En relación con los musulmanes, las Cruzadas marcaron el punto más bajo en las relaciones entre ambas religiones abrahámicas; el cristianismo presentó al musulmán como un enemigo ante el cual no cabía otra posibilidad que aniquilarlo (solamente Francisco de Asís cuestionó esta idea) y el islam dejó de respetar a los cristianos como uno de los «pueblos del Libro», considerándolo un enemigo natural. Por su parte, los judíos sufrieron las mayores persecuciones hasta entonces en Europa y las cruzadas marcaron el inicio de los primeros pogromos.

### Sociales
Las cruzadas debilitaron a los señores feudales; muchos perdieron la vida o quedaron en Oriente; otros se empobrecieron por la venta de sus tierras; además, la prolongada ausencia les impidió vigilar sus derechos. Los reyes se incautaron de los feudos vacantes y redujeron tenazmente los privilegios de los señores. Por su parte, los siervos y vasallos alcanzaron su libertad a cambio de riquezas. Las ciudades y la burguesía resultaron beneficiadas con las ganancias que proporcionaban el aprovisionamiento, el transporte de los ejércitos y el incremento de tráfico con Oriente. Los franceses, principales participantes de las cruzadas, gozaron de una influencia en los países orientales que alcanzó hasta la época contemporánea.

### Económicas
Se introdujeron en Occidente nuevos cultivos y procedimientos de fabricación tomados de los pueblos musulmanes. El comercio, sobre todo marítimo, adquirió mayor impulso. Los puertos de Génova, Venecia, Amalfi, Marsella y Barcelona fueron los más favorecidos.

### Culturales
El arte y la ciencia árabe y bizantina mejoraron la cultura occidental; las costumbres experimentaron sensibles cambios y el género de vida se hizo menos rudo.

## Las cruzadas en Tierra Santa
Entre 1096 y 1272, se llevaron a cabo nueve cruzadas mayores, con distintos resultados y duración. Aunque algunas de ellas, no son reconocidas por algunos estudiosos como tales, aquí se incluye la cronología y un breve resumen de cada una, y un enlace al artículo que las estudia:
| Cruzada         | comienza | termina |
| --------------- | -------- | ------- |
| Primera cruzada | 1096     | 1099    |
| Segunda cruzada | 1147     | 1149    |
| Tercera cruzada | 1189     | 1192    |
| Cuarta cruzada  | 1202     | 1204    |
| Quinta cruzada  | 1217     | 1221    |
| Sexta cruzada   | 1228     | 1229    |
| Séptima cruzada | 1248     | 1250    |
| Octava cruzada  | 1270     | 1270    |
| Novena cruzada  | 1271     | 1272    |

### Primera cruzada

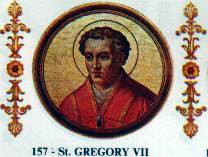
Gregorio VII fue uno de los papas que más abiertamente apoyó una cruzada en la península ibérica.

Gregorio VII fue uno de los papas que más abiertamente apoyó la cruzada contra el islam en la península ibérica y quien, a la vista de los éxitos conseguidos, concibió utilizarla en Asia Menor para proteger a Bizancio de las invasiones turcomanas.
Su sucesor, Urbano II, fue quien la puso en práctica. El llamamiento formal tuvo lugar en el penúltimo día del Concilio de Clermont (Francia), el martes 27 de noviembre de 1095. En una sesión pública extraordinaria celebrada fuera de la catedral, el papa se dirigió a la multitud de religiosos y laicos congregados para comunicarles una noticia muy especial. Haciendo gala de sus dotes de orador, expuso la necesidad de que los cristianos de Occidente se comprometieran a una guerra santa contra los turcos, que estaban ejerciendo violencia sobre los reinos cristianos de Oriente y maltratando a los peregrinos que iban a Jerusalén. Prometió remisión de los pecados para quienes acudieran, una misión a la altura de las exigencias de Dios y una alternativa esperanzadora para la desgraciada y pecaminosa vida terrenal que llevaban. Deberían estar listos para partir al verano siguiente y contarían con la guía divina. La multitud respondió apasionadamente con gritos de Deus lo vult ('¡Dios lo quiere!') y un gran número de los presentes se arrodillaron ante el papa solicitando su bendición para unirse a la sagrada campaña. La primera cruzada (1095-1099) había comenzado.

#### Paso de los cruzados por el Reino de Hungría
La predicación de Urbano II puso en marcha en primer lugar a multitud de gente humilde, dirigida por el predicador Pedro de Amiens el Ermitaño y algunos caballeros franceses. Este grupo formó la llamada cruzada popular, cruzada de los pobres o cruzada de Pedro el Ermitaño. De forma desorganizada se dirigieron hacia Oriente, provocando matanzas de judíos a su paso. En marzo de 1096 los ejércitos del rey Colomán de Hungría (sobrino del recientemente fallecido rey Ladislao I de Hungría) repelerían a los caballeros franceses de Valter Gauthier quienes entraron en territorio húngaro causando numerosos robos y matanzas en las cercanías de la ciudad de Zimony. Posteriormente entraría el ejército de Pedro de Amiens, el cual sería escoltado por las fuerzas húngaras de Colomán. Sin embargo, luego de que los cruzados de Amiens atacasen a los soldados escoltas y matasen a cerca de 4000 húngaros, los ejércitos del rey Colomán mantendrían una actitud hostil contra los cruzados que atravesaban el reino hacia Bizancio.

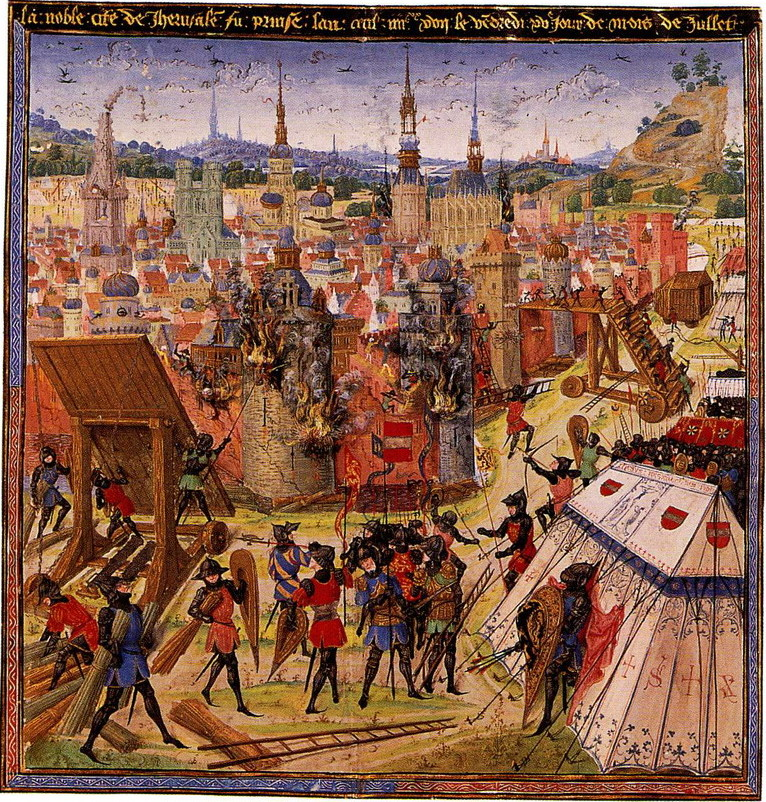
Captura de Jerusalén durante la primera cruzada.

A pesar del caos surgido, Colomán permitió la entrada a los ejércitos cruzados de Volkmar y Gottschalk, a quienes finalmente también tuvo que hacer frente y derrotar cerca de Nitra y Zimony, que al igual que los otros grupos causaron incalculables estragos y asesinatos. En el caso particular del sacerdote alemán Gottschalk, este entró en suelo húngaro sin autorización del rey y estableció un campamento en las cercanías del asentamiento de Táplány. Al masacrar a la población local, Colomán, enrabietado, expulsó por la fuerza a los soldados germánicos invasores.
Después los húngaros detendrían a las fuerzas del conde Emiko (quien ya había asesinado en suelo alemán a unos cuatro mil judíos) cerca de la ciudad de Moson. Colomán de inmediato prohibió la estancia en Hungría de Emiko y se vio forzado a enfrentarse al asedio del conde germánico a la ciudad de Moson, donde se hallaba el rey húngaro. Las fuerzas de Colomán defendieron valientemente la ciudad y, rompiendo el sitio, lograron dispersar las fuerzas cruzadas del sitiador. 
Al poco tiempo, el rey húngaro forzó a Godofredo de Bouillón a firmar un tratado en la abadía de Pannonhalma, donde los cruzados se comprometían a pasar por el territorio húngaro con pacífico comportamiento. Tras esto, las fuerzas continuarían fuera del territorio húngaro escoltadas por los ejércitos de Colomán y se dirigirían hacia Constantinopla. A su llegada a Bizancio, el Basileus se apresuró a enviarlos al otro lado del Bósforo. Despreocupadamente se internaron en territorio turco, donde fueron aniquilados con facilidad.

#### Cruzada de los Príncipes

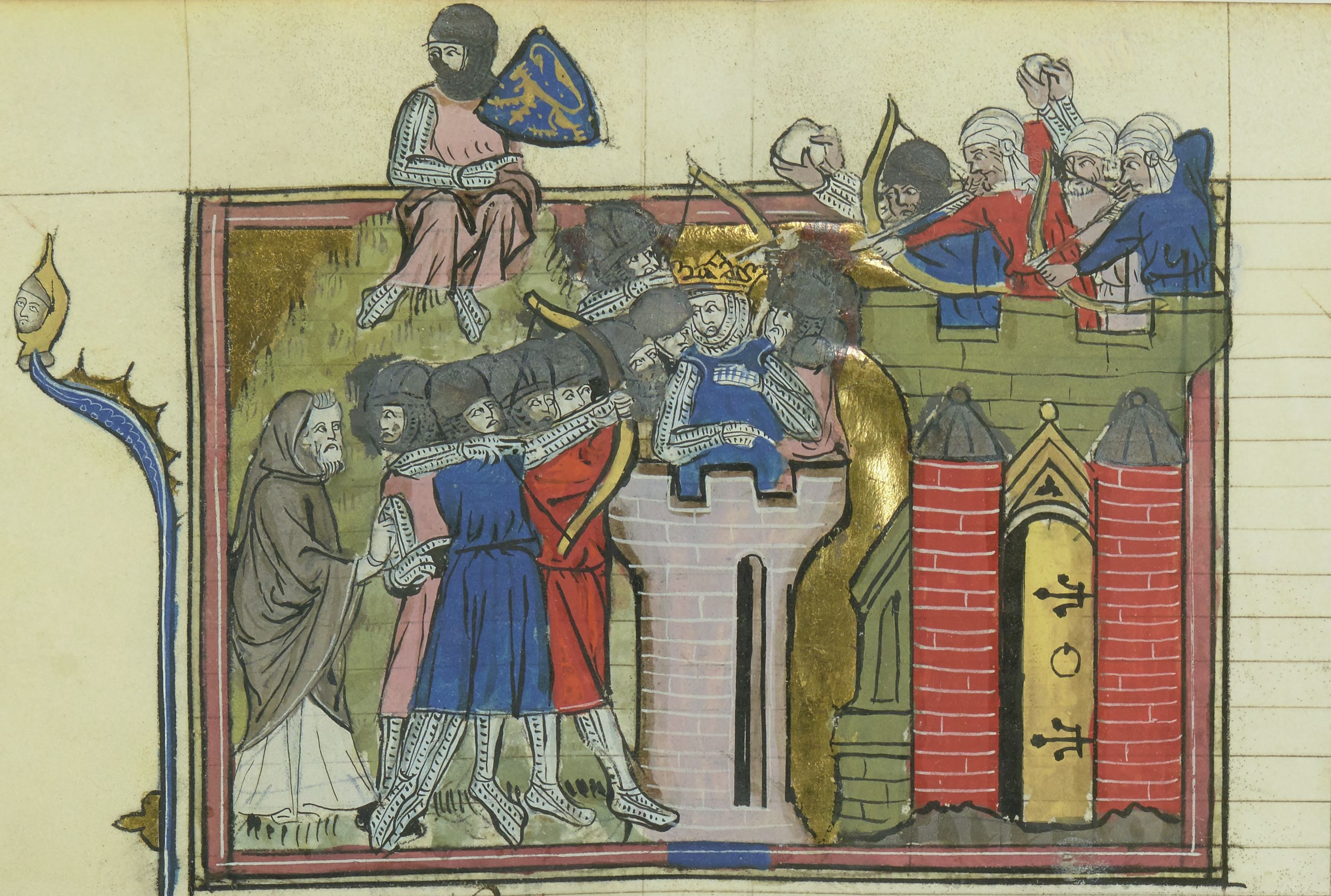
Sitio de Jerusalén en 1099.

Mucho más organizada fue la llamada cruzada de los Príncipes (denominada habitualmente en la historiografía como la primera cruzada) cerca de agosto de 1096, formada por una serie de contingentes armados procedentes principalmente de Francia, Países Bajos y el reino normando de Sicilia. Estos grupos iban dirigidos por segundones de la nobleza, como Godofredo de Bouillón, Raimundo de Tolosa y Bohemundo de Tarento.
Durante su estancia en Constantinopla, estos jefes juraron devolver al Imperio Bizantino aquellos territorios perdidos frente a los turcos. Desde Bizancio se dirigieron hacia Siria atravesando el territorio selyúcida, donde consiguieron una serie de sorprendentes victorias. Ya en Siria, pusieron sitio a Antioquía, que conquistaron tras un asedio de siete meses. Sin embargo, no la devolvieron al Imperio Bizantino, sino que Bohemundo la retuvo para sí creando el Principado de Antioquía.
Con esta conquista finalizó la primera cruzada, y muchos cruzados retornaron a sus países. El resto se quedó para consolidar la posesión de los territorios recién conquistados. Junto al Reino de Jerusalén (dirigido inicialmente por Godofredo de Bouillón, que tomó el título de Defensor del Santo Sepulcro) y al principado de Antioquía, se crearon además los condados de Edesa (actual Urfa, en Turquía) y Trípoli (en el actual Líbano).
Tras estos éxitos iniciales se produjo una oleada de nuevos combatientes que formaron la llamada cruzada de 1101. Sin embargo, esta expedición, dividida en tres grupos, fue derrotada por los turcos cuando intentaron atravesar Anatolia. Este desastre apagó los espíritus cruzados durante algunos años.

### Cruzada veneciana

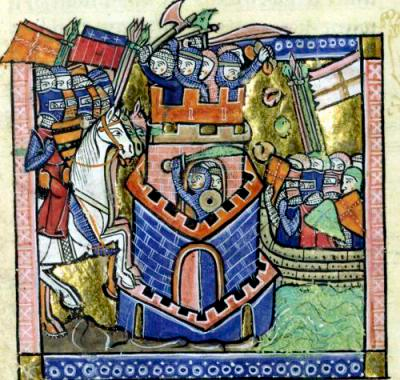
El asedio de Tiro (1124) por los cruzados y la flota veneciana.

La cruzada veneciana de 1122-1124 fue una expedición a Tierra Santa lanzada por la república de Venecia que logró capturar la ciudad de Tiro. Fue una victoria importante al comienzo de un período en que el reino de Jerusalén se expandiría hasta su mayor extensión bajo el rey Balduino II. Los venecianos obtuvieron valiosas concesiones comerciales en Tiro. A través de incursiones en el territorio del Imperio bizantino, tanto en el camino a Tierra Santa como en el viaje de regreso, los venecianos obligaron a los bizantinos a confirmar, así como a ampliar, sus privilegios comerciales con el imperio.

#### Preparación
Balduino de Bourg era sobrino de Balduino I de Jerusalén y conde de Edesa desde 1100 hasta 1118. En 1118 murió su tío y él ascendió al trono como Balduino II de Jerusalén. En la batalla de Ager Sanguinis, disputada cerca de Sarmada el 28 de junio de 1119, las fuerzas de Ilghazi, el señor de Mardin infligieron a los francos una aplastante derrota. Ese mismo año, Balduino recuperó parte del territorio que se había perdido como consecuencia del descalabro, pero los francos quedaron seriamente debilitados. Balduino pidió ayuda al papa Calixto II. El papa envió la solicitud a Venecia.
Los términos de la cruzada se acordaron mediante negociaciones entre los enviados de Balduino II y el dux de Venecia. Una vez que los venecianos decidieron participar, el papa Calixto II les envió su estandarte papal para expresar su aprobación. En el Primer Concilio de Letrán confirmó que los venecianos gozaban de privilegios cruzados, incluida la remisión de sus pecados. La iglesia también extendió su protección a las familias y propiedades de los cruzados.
En 1122, el dux de Venecia, Domenico Michiel, emprendió la cruzada marítima. La flota veneciana de más de ciento veinte barcos que transportaban a más de quince mil hombres zarpó de la laguna veneciana el 8 de agosto de 1122. Esta parece haber sido la primera cruzada en la que los caballeros llevaron consigo sus caballos. Cercaron Corfú, entonces en poder del Imperio bizantino, con el cual Venecia tenía una disputa sobre privilegios. En 1123, Balduino II fue capturado por Balak de Mardin, emir de Alepo, y fue encarcelado en Jarput; Eustaquío de Grenier asumió la regencia de Jerusalén. Los venecianos abandonaron el asedio de Corfú y, cuando recibieron la noticia pusieron rumbo a Tierra Santa; llegaron a la costa palestina en mayo de 1123.

### Segunda cruzada

Divisiones políticas de la zona en torno a 1140.

Gracias a la división de los Estados musulmanes, los Estados latinos (o francos, como eran conocidos por los árabes) consiguieron establecerse y perdurar. 
Los dos primeros reyes de Jerusalén, Balduino I y Balduino II, fueron gobernantes capaces de expandir su reino a toda la zona situada entre el Mediterráneo y el Jordán, e incluso más allá. Rápidamente se adaptaron al cambiante sistema de alianzas locales y llegaron a combatir junto a Estados musulmanes en contra de enemigos que, además de musulmanes, contaban entre sus filas con guerreros cristianos.
Sin embargo, a medida que el espíritu de cruzada iba decayendo entre los francos, cada vez más cómodos en su nuevo estilo de vida, entre los musulmanes iba creciendo el espíritu de yihad o guerra santa agitado por los predicadores contra sus impíos gobernantes, capaces de tolerar la presencia cristiana en Jerusalén e incluso de aliarse con sus reyes. Este sentimiento fue explotado por una serie de caudillos que consiguieron unificar los distintos Estados musulmanes y lanzarse a la conquista de los reinos cristianos.
El primero de estos fue Zengi, gobernador de Mosul y de Alepo, que en 1144 conquistó Edesa, liquidando el primero de los Estados francos. Como respuesta a esta conquista, que puso de manifiesto la debilidad de los Estados cruzados, el papa Eugenio III, a través de Bernardo, abad de Claraval (famoso predicador, autor de la regla de los templarios) predicó en diciembre de 1145 la segunda cruzada.
A diferencia de la primera, en esta participaron reyes de la cristiandad, encabezados por Luis VII de Francia (acompañado de su esposa, Leonor de Aquitania) y por el emperador germánico Conrado III. Los desacuerdos entre franceses y alemanes, así como con los bizantinos, fueron constantes en toda la expedición. Cuando ambos reyes llegaron a Tierra Santa (por separado) decidieron que Edesa era un objetivo poco importante y marcharon hacia Jerusalén. Desde allí, para desesperación del rey Balduino III, en lugar de enfrentarse a Nur al-Din (hijo y sucesor de Zengi), eligieron atacar Damasco, Estado independiente y aliado del rey de Jerusalén.
La expedición fue un fracaso, ya que tras solo una semana de asedio infructuoso, los ejércitos cruzados se retiraron y volvieron a sus países. Con este ataque inútil consiguieron que Damasco cayera en manos de Nur al-Din, que progresivamente iba cercando los Estados francos. Más tarde, el ataque de Balduino III a Egipto iba a provocar la intervención de Nur al-Din en la frontera meridional del reino de Jerusalén, preparando el camino para el fin del reino y la convocatoria de la tercera cruzada.

### Tercera cruzada
Las intromisiones del Reino de Jerusalén en el decadente califato fatimí de Egipto llevaron al sultán Nur al-Din a mandar a su lugarteniente Saladino a hacerse cargo de la situación. No hizo falta mucho tiempo para que Saladino se convirtiera en el amo de Egipto, aunque hasta la muerte de Nur al-Din en 1174 respetó la soberanía de este. Pero tras su muerte, Saladino se proclamó sultán de Egipto (a pesar de que había un heredero al trono de Nur al-Din, su hijo de solo doce años que murió envenenado) y de Siria, dando comienzo la dinastía ayyubí. Saladino era un hombre sabio que logró la unión de las facciones musulmanas, así como el control político y militar desde Egipto hasta Siria.
Como Nur al-Din, Saladino era un musulmán devoto y decidido a expulsar a los cruzados de Tierra Santa. Balduino IV de Jerusalén quedó rodeado por un solo Estado y se vio obligado a firmar frágiles treguas tratando de retrasar el inevitable final.[cita requerida]
Tras la muerte del rey Balduino IV de Jerusalén, el Estado se dividió en distintas facciones, pacifistas o belicosas, y pasó a convertirse en rey, debido al enlace matrimonial que mantenía con la hermana del fallecido patriarca, el general en jefe del ejército unido de Jerusalén: Guido de Lusignan. Él mismo apoyaba una política agresiva y de no negociación con los sarracenos y abogaba por su sometimiento y derrota en combate, cosa a la que sus detractores se oponían habida cuenta de la inferioridad numérica que los cristianos tenían ante las tropas de Saladino. La radicalidad religiosa y el apoyo al brazo más radical de la orden de los Templarios en sus ataques a diversas localidades y estructuras sarracenas desembocarían en un enfrentamiento final entre Guido de Lusignan y el propio Saladino. De hecho, se hace culpable a Guido de Lusignan de la derrota y pérdida de Jerusalén por su obsesión en enfrentarse al ejército de Saladino y su falta de visión para la protección de la ciudad y de sus habitantes.

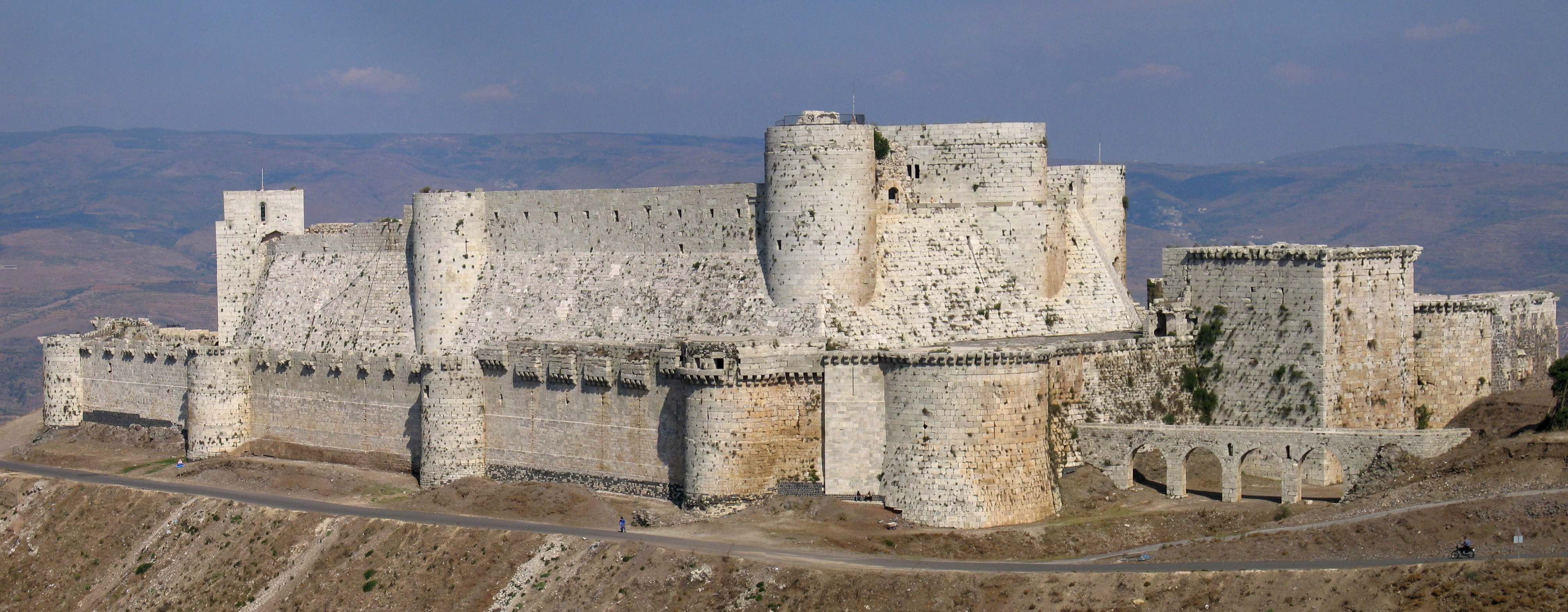
Crac de los Caballeros. Esta fortaleza, considerada inexpugnable, controlaba el paso desde el interior de Siria a la costa de Líbano y estuvo bajo el mando de los Caballeros Hospitalarios hasta 1271.

Reinaldo de Châtillon era un bandido con título de caballero que no se consideraba atado por las treguas firmadas. Saqueaba las caravanas e incluso armó expediciones de piratas para atacar a los barcos de peregrinos que iban a La Meca, ciudad muy importante para los musulmanes. El ataque definitivo fue contra una caravana en la que iba la hermana de Saladino, que juró matarlo con sus propias manos.
Declarada la guerra, el grueso del ejército cruzado, junto con los Templarios y los Hospitalarios, se enfrentó a las tropas de Saladino en los Cuernos de Hattin el 4 de julio de 1187. Los ejércitos cristianos fueron derrotados, dejando el reino indefenso y perdiendo uno de los fragmentos de la Vera Cruz. 
Saladino mató con sus propias manos a Reinaldo de Châtillon. Algunos de los caballeros Templarios y Hospitalarios capturados fueron también ejecutados. Saladino procedió a ocupar la mayor parte del reino, salvo las plazas costeras, abastecidas desde el mar, y en octubre del mismo año conquistó Jerusalén. Comparada con la toma de 1099, esta fue casi incruenta, aunque sus habitantes debieron pagar un considerable rescate y algunos fueron esclavizados. El reino de Jerusalén había desaparecido.
La toma de Jerusalén conmocionó a Europa, y el papa Gregorio VIII convocó una nueva cruzada en 1189. En esta participaron reyes de los más importantes de la cristiandad:
Ricardo Corazón de León (hijo de Enrique II y de Leonor de Aquitania), Felipe II Augusto de Francia y el emperador Federico I Barbarroja (sobrino de Conrado III). Este último, al mando del grupo más poderoso, siguió la ruta terrestre, en la que sufrió algunas bajas. Cerca de Siria, sin embargo, el emperador murió ahogado mientras se bañaba en el río Salef (en la actual Turquía) y su ejército ya no continuó hacia Palestina. 
Barbarroja durante su estadía en el Reino de Hungría le había pedido al príncipe Géza, hermano del rey Bela III de Hungría que se uniese a las fuerzas cruzadas, así, un ejército de dos mil soldados húngaros partió al lado de los germánicos. Si bien luego de los conflictos bélicos el rey húngaro habría llamado de regreso a sus fuerzas, su hermano menor, Géza, permaneció en Constantinopla y desposó a una noble bizantina, puesto que no tenía buenas relaciones con Béla III.
Los ejércitos inglés y francés llegaron por la ruta marítima. Su primer (y único) éxito fue la toma de Acre el 13 de julio de 1191, tras la cual Ricardo realizó una matanza de varios miles de prisioneros. Esta matanza militarmente le dio oxígeno para seguir hacia el sur a su meta final: Jerusalén, y además le valió el nombre por el que sería reconocido en la historia, Corazón de León.
Felipe II Augusto estaba preocupado por los problemas en su país y molesto por las rivalidades con Ricardo Corazón de León, por lo que regresó a Francia, dejando a Ricardo al mando de la cruzada. Este llegó hasta las proximidades de Jerusalén, pero en lugar de atacar prefirió firmar una tregua con Saladino, temiendo que su ejército diezmado de 12 000 hombres no fuera capaz de sostener el sitio de Jerusalén. Pensando en una próxima cruzada y en no arriesgar militarmente una derrota que no les daría a los cristianos la posibilidad del control posterior de la Ciudad Santa, pactaron con el mismo Saladino, quien también estaba cansado y diezmado, la tregua que permitía el libre acceso de los peregrinos desarmados a la Ciudad Santa.
Saladino falleció seis meses después. Ricardo murió en 1199 por una herida de flecha durante una campaña de conquista en Francia. De esta forma, se cerraba la tercera cruzada con un nuevo fracaso para los dos bandos, dejando sin esperanzas a los Estados francos. Era cuestión de tiempo para que desapareciera la estrecha franja litoral que controlaban. Sin embargo, resistieron aún un siglo más.

### Cuarta cruzada

Fortalezas templarias.

Tras la tregua firmada en la tercera cruzada y la muerte de Saladino en 1193, se sucedieron algunos años de relativa paz, en los que los Estados francos del litoral se convirtieron en poco más que colonias comerciales italianas. En 1199, el papa Inocencio III decidió convocar una nueva cruzada para aliviar la situación de los Estados cruzados. Esta cuarta cruzada no debería incluir reyes e ir dirigida contra Egipto, considerado el punto más débil de los Estados musulmanes.
Al no ser ya posible la ruta terrestre, los cruzados debían tomar la ruta marítima, por lo que se concentraron en Venecia. El dux Enrico Dandolo se coaligó con el jefe de la expedición Bonifacio de Montferrato y con un usurpador bizantino, Alejo IV Ángelo para cambiar el destino de la cruzada y dirigirla contra Constantinopla, al estar los tres interesados en la deposición del basileus del momento, Alejo III Ángelo. 
Inicialmente, los cruzados fueron empleados para luchar contra los húngaros en Zadar, por lo que fueron excomulgados por el papa. Desde allí se dirigieron hacia Bizancio, donde consiguieron instalar a Alejo IV como basileus en 1203. Sin embargo, el nuevo basileus no pudo cumplir las promesas hechas a los cruzados, lo que originó toda clase de disturbios. Fue depuesto por los propios bizantinos, que coronaron a Alejo V Ducas. Esto provocó la intervención definitiva de los cruzados, que conquistaron la ciudad el 12 de abril de 1204. A la mañana siguiente, fueron informados de que disponían de tres días para dedicarse al saqueo y ejercieron su prerrogativa de forma nunca conocida hasta entonces. El saqueo de la ciudad fue terrible. Se desvalijaron y destruyeron mansiones, palacios, iglesias, bibliotecas y la propia basílica de Santa Sofía. Se ultrajó y asesinó a hombres, niños y mujeres hasta tal punto que el historiador Nicetas consideró que los sarracenos habrían sido más indulgentes. Europa occidental recibió un aluvión de obras de arte y reliquias sin precedentes, producto de este saqueo.
El Imperio bizantino fue desmembrado en una serie de Estados, algunos latinos y otros griegos. Los cruzados establecieron el llamado Imperio latino, organizado feudalmente y con una autoridad muy débil sobre la mayoría de los territorios que supuestamente controlaba (y nula sobre los Estados griegos de Nicea, Trebisonda y Epiro). El llamado Imperio de Nicea, uno de los Estados griegos sucesores que nacieron de la conquista de Constantinopla, conseguiría retomar la ciudad y restaurar el Imperio bizantino en julio de 1261. Sin embargo, el daño que dejó la cruzada fue irreversible. El Imperio Romano Oriental continuó existiendo dos siglos más, pero como una mera sombra de lo que alguna vez fue.
La cuarta cruzada asestó un doble golpe a los Estados francos de Palestina. Por un lado, los privó de refuerzos militares. Por otro, al crear un polo de atracción en Constantinopla para los caballeros latinos, produjo la emigración de muchos que estaban en Tierra Santa hacia el Imperio Latino, abandonando los Estados francos.

### Cruzadas menores
Tras el fracaso de la cuarta, el espíritu cruzado se había apagado casi por completo, pese al interés de algunos papas y reyes por reavivarlo. Si los Estados francos sobrevivieron hasta 1291 fue por la intervención de los mongoles que, al acabar con el califato abasí en 1258 y conquistar la región de Oriente Medio, dieron un respiro a los latinos, al no ser los mongoles hostiles al cristianismo.
La convicción de que los reiterados fracasos se debían a la falta de inocencia de los cruzados, llevó a la conclusión de que solo los puros podrían reconquistar Jerusalén. En 1212 un predicador de 12 años organizó la llamada cruzada de los niños, en la que miles de niños y jóvenes recorrieron Francia y embarcaron en sus puertos para ir a liberar Tierra Santa. Fueron capturados por capitanes desaprensivos y vendidos como esclavos. Tan solo algunos consiguieron regresar al cabo de los años.

### Quinta cruzada
La quinta cruzada fue proclamada por Inocencio III en 1213 y partió en 1218 bajo los auspicios de Honorio III, uniéndose al rey cruzado Andrés II de Hungría, quien llevó hacia oriente el ejército más grande en toda la historia de las cruzadas. Como la cuarta cruzada, tenía como objetivo conquistar Egipto. Tras el éxito inicial de la conquista de Damieta en la desembocadura del Nilo, que aseguraba la supervivencia de los Estados francos, a los cruzados les pudo la ambición e intentaron atacar El Cairo, fracasando y debiendo abandonar incluso lo que habían conquistado, en 1221.

### Sexta cruzada
La organización de la sexta cruzada fue un tanto audaz. El papa había ordenado al emperador Federico II Hohenstaufen que fuera a las cruzadas como penitencia. El emperador había asentido, pero había ido demorando la partida, lo que le valió la excomunión. Finalmente, Federico II (que tenía pretensiones propias sobre el trono de Jerusalén) partió en 1228 sin el permiso del papa. Sorprendentemente, el emperador consiguió recuperar Jerusalén mediante un acuerdo diplomático. Se autoproclamó rey de Jerusalén en 1229 y también obtuvo Belén y Nazaret.

### Séptima cruzada
En 1244 volvió a caer Jerusalén (esta vez de forma definitiva), lo que movió al devoto rey Luis IX de Francia (san Luis) a organizar una nueva cruzada, la Séptima. Como en la V, se dirigió contra Damieta, pero fue derrotado y hecho prisionero en El Mansurá (Egipto) con todo su ejército.

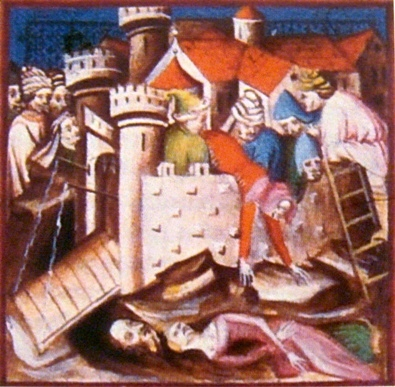
Caída de Acre, en 1291.

### Octava cruzada
25 años después; Luis IX de Francia una vez más organizó otra cruzada, la octava (1269), el plan era desembarcar en Túnez y moverse en tierra hasta Egipto; esto fue propuesto por Carlos de Anjou rey de Nápoles, con la intención de reunir las tropas en la próspera región comercial de Túnez dónde se obtendría fondos para la invasión. Desembarcaron desconociendo que había una epidemia de disentería en la región, Luis fue infectado y murió a los pocos días. (1270).

### Novena cruzada
La novena cruzada a veces es considerada como parte de la Octava. El príncipe Eduardo de Inglaterra, después Eduardo I, se unió a la cruzada de Luis IX de Francia contra Túnez, pero llegó al campamento francés tras la muerte del rey. Tras pasar el invierno en Sicilia, decidió continuar con la cruzada y comandó sus seguidores, entre 1000 y 2000, hasta Acre, a donde llegó el 9 de mayo de 1271. También le acompañaban un pequeño destacamento de Bretones y otro de flamencos, liderados por el obispo de Lieja, que abandonaría la campaña en invierno ante la noticia de su elección como nuevo papa, Gregorio X. Eduardo y su ejército se limitaron a ser una guerrilla que luego de un año acabó con la firma de una tregua el 22 de mayo de 1272 en Cesárea. No obstante, era conocida por todos la intención de Eduardo de volver en el futuro al frente de una cruzada mayor y más organizada, por lo cual enviaron un agente Hashshashin que apuñaló al príncipe con una daga envenenada el 16 de junio de 1272. La herida no fue mortal pero Eduardo estuvo enfermo varios meses, hasta que su salud le permitió partir de vuelta a Inglaterra el 22 de septiembre de 1272.
Aunque Eduardo y algunos papas intentaron predicar nuevas cruzadas, ya no se organizaron más y, en mayo de 1291, tras la caída de Acre, los cruzados evacuaron sus últimas posesiones en Tiro, Sidón y Beirut. A fin de cuentas, el único triunfo relevante de la cristiandad durante los dos siglos de más de ocho cruzadas fue la toma de Jerusalén por Godofredo de Bouillon en la primera cruzada en el año 1099, la cual, a pesar de las matanzas de sarracenos y judíos (hombres, mujeres y niños), logró sostener la Ciudad Santa por muchos años, y encontró los objetivos marcados inicialmente por los defensores de la idea de reconquistar la tierra llamada santa para los cristianos de Europa.

## Guerras con la calificación de «cruzada» en territorio europeo

### Las cruzadas bálticas
Fueron una serie de campañas emprendidas por los líderes cristianos de Alemania, Dinamarca y Suecia, entre los siglos XII y XVI, con el objetivo principal de subyugar y convertir a los pueblos paganos de la cuenca del Báltico y contra otros pueblos cristianos considerados igualmente infieles. Uno de los actores principales de dichas campañas fue la Orden Teutónica, que había sido previamente creada en Palestina.
Las cruzadas en el Báltico responden a un movimiento social desarrollado en el Imperio alemán a mediados del siglo XII. Este movimiento se conoce como Drang nach Osten.

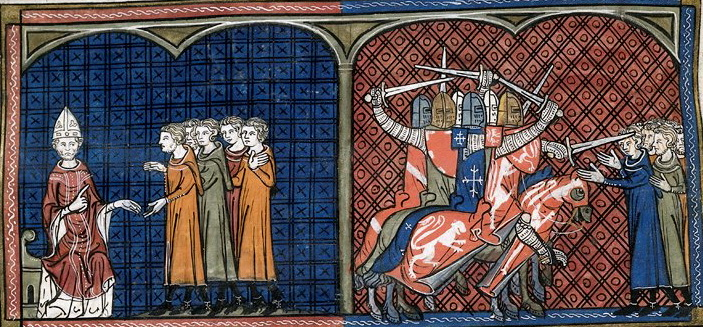
El papa Inocencio III condena a los cátaros.

### Cruzada contra los albigenses
En 1209 el papa Inocencio III proclamó la cruzada albigense con el fin de eliminar la herejía de los cátaros y erradicarlos del sur de Francia.

### Cruzada aragonesa
La cruzada contra la Corona de Aragón fue declarada por el papa Martín IV contra el rey de Aragón Pedro III el Grande, en 1284 y 1285.

### Cruzadas en la Reconquista ibérica

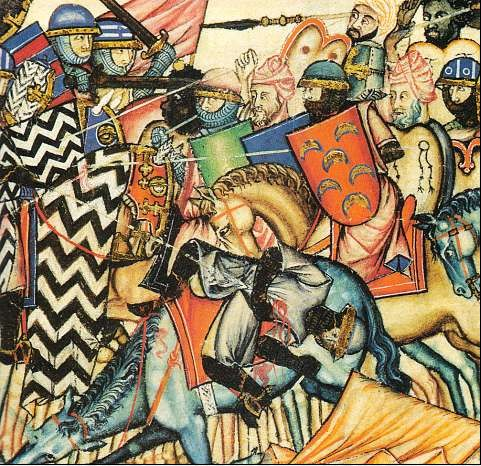
Dibujo de la batalla del libro de Cantigas de Alfonso X el Sabio.

Algunos momentos del período final de la Reconquista recibieron del papa la calificación de cruzada, dada su condición de enfrentamiento de reinos cristianos contra reinos islámicos. No obstante, la motivación de la búsqueda de tal denominación no era tanto el interés por lograr la presencia de nobles europeos del otro lado de los Pirineos (muy poco importante), como la de obtener algún tipo de derechos fiscales para la monarquía (sobre los ingresos del clero o como Bula de Cruzada). Las ocasiones principales fueron la batalla de Las Navas de Tolosa (1212), en la que estuvieron presentes casi todos los reyes cristianos peninsulares, y la guerra de Granada (1482-1492).

### Cruzada de Bohemia de 1340
Esta fue una expedición militar contra los herejes en Bohemia, entre ellos valdenses o beguinas y begardos, a los que se les acusaba de robo y violencia contra los cristianos ortodoxos. En 1335, el papa Benedicto XII nombró a Galo de Novo Castro como inquisidor para la región alrededor de Praga con el objetivo de convertir a los herejes. Aunque tuvo cierto éxito, se encontró con una resistencia sustancial. En 1339, viajó a Aviñón para conferenciar con Benedicto sobre las acciones futuras, trayendo consigo a Ulrico III, señor de Hradec. Mientras Galo y Ulrico estaban en Aviñón, algunos herejes conversos reincidieron, saquearon las propiedades de la iglesia y quemaron el castillo de Ulrico junto con varias aldeas bajo su jurisdicción. El señor de Hradec pidió inmediatamente al papa que lo autorizara a liderar una cruzada contra los herejes. En una bula fechada el 6 de marzo de 1340, Benedicto XII concedió formalmente la misma indulgencia a quienes participaron en la expedición punitiva de Ulrico que obtendrían la peregrinación a Tierra Santa. La expedición se llevó a cabo, pero no se conocen detalles de las operaciones. La inquisición de Galo también se llevó a cabo con mayor tenacidad, por lo que Benedicto escribió a Ulrico el 13 de septiembre de 1341 pidiéndole que pusiera a disposición sus cárceles para los arrestados por Galo.

### Cruzada de Segismundo de Hungría
Esta cruzada es considerada la última de magnitud paneuropea que se libró contra el Imperio otomano. En 1396, el rey Segismundo de Hungría organizó una cruzada para asediar la ciudad de Nicópolis, por entonces bajo control turco otomano. Los ejércitos del príncipe Mircea I de Valaquia y del duque Juan I de Borgoña avanzaron bajo la dirección del rey Segismundo decididos a expulsar a los otomanos de los territorios de los Balcanes.
La defensa de la ciudad resultó imposible de vencer, y la falta de máquinas de asedio por parte de las fuerzas aliadas concluyó en una severa derrota. La victoria turca en el asedio de Nicópolis supuso una amenaza para las naciones centroeuropeas y consolidó el poder otomano en la frontera con el reino de Hungría.

### Cruzada de Juan Hunyadi, regente de Hungría

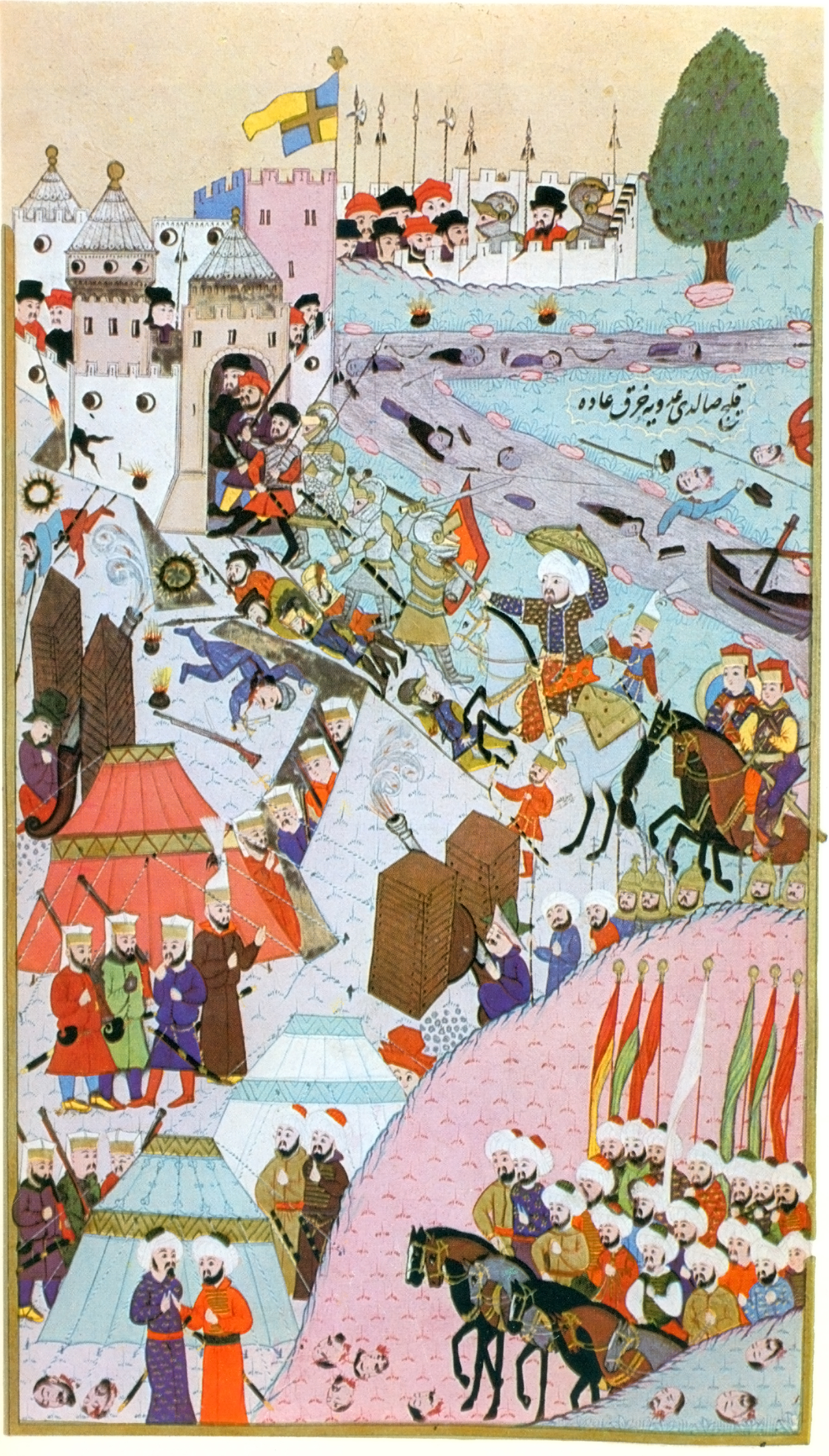
El sitio de Belgrado en 1456.

El avance turco sobre el Reino de Hungría resultaba inminente. El fracaso de los ejércitos cruzados del rey Segismundo de Hungría en la batalla de Nicópolis de 1396 y la derrota de los ejércitos húngaros en la batalla de Varna en 1444 en la cual murió el rey Vladislao I de Hungría le dio fortaleza al Imperio otomano. De esta forma, continuó su marcha en dirección hacia Belgrado, ciudad serbia fronteriza con el reino húngaro en 1456. De inmediato, el regente húngaro Juan Hunyadi (quien tras la muerte del monarca conducía el reino mientras el príncipe heredero Ladislao el Póstumo cumplía la mayoría de edad para ascender al trono) respondiendo al llamado del papa Calixto III y asistido por san Juan Capistrano, organizaron un ejército cruzado húngaro que hizo frente a los otomanos invasores. La batalla concluyó con una total victoria para el regente húngaro y la amenaza turca fue detenida por casi un siglo más. Ante la victoria de Belgrado de los húngaros, el papa ordenó que las campanadas del mediodía en las iglesias de todo el mundo sonasen en honor a tal acontecimiento.

### Guerra bohemio-húngara
El 23 de diciembre de 1466, el Papa Pablo II declaró al rey husita Jorge de Podiebrad de Bohemia, como hereje depuesto del trono y declaró una cruzada contra el reino de Bohemia. En 1468 el rey de Hungría, Matías Corvino, invadió Bohemia con el pretexto de devolver el reino al catolicismo. La invasión de Matías fue un gran éxito, lo que le llevó a adquirir las partes sur y este del país. Sin embargo, sus tierras centrales, con centro en Praga, nunca fueron tomadas. En última instancia, tanto Matías como Jorge se proclamarían reyes, aunque ninguno de los dos adquirió todos los títulos subordinados necesarios. Cuando Jorge murió en 1471, su sucesor Vladislao II continuó la lucha contra Matías. En 1478, la guerra terminó tras los tratados de Brno y Olomouc. Según este último, ambos gobernantes podrían usar el título de "rey checo", y el que sobreviviera al otro se convertiría en el rey hereditario, lo que sucedió con la muerte de Matías en 1490.